# Такси 2
Вижте пояснителната страница за други значения на Такси.
„Такси 2“ (на френски: Taxi 2) е френска екшън комедия от 2000 г., режисирана от Жерар Кравчик и издадена през март 2000 г. С участието на Сами Насери, Фредерик Дифентал и Марион Котияр. Това е втората част от филмовата поредица „Такси“. Това е продължение на „Такси“, написан от Люк Бесон и режисиран от Жерар Пире през 1999 г. Последван е от „Такси 3“ през януари 2003 г.
Адаптация на видео игра е пусната на Game Boy Color от Ubisoft също през 2000 г.

## Сюжет
Японският министър на отбраната пътува до Париж, за да подпише договор за оръжия между Япония и Франция, но първо той посещава Марсилия, за да види и оцени тактиката на градската полиция за борба с бандите (използвайки фалшиви атаки срещу него).
По време на посещението обаче той е отвлечен от група, работеща за японската якудза. Емилиен (Фредерик Дифентал) е решен да спаси министъра и детектив Петра (Ема Сьоберг), негова приятелка, която също е отвлечена, и да възстанови честта на своя отдел. Още веднъж шофьорът и таксиметров демон на скоростта Даниел (Сами Насери) е призован да спаси положението с уменията си за високоскоростно шофиране.
Също така освен Пежо, Mитцубиши Лансър Evolution VI също е представен като звезден автомобил, управляван от якудза.

## Актьорски състав
- Сами Насери – Даниел Моралес. Шофьор на такси. Най-добър приятел на Емилиен, често му помага. Обожава да шофира и да ремонтира коли. Има връзка с Лили.
- Фредерик Дифентал – Емилиен Кутан-Keрбалек. Полицейски инспектор. Изключително разсеян и небрежен, но много отдаден на работата си. Има връзка с Петра.
- Maрион Котияр – Лили Бертино. Дъщеря на генерал Бертино, гадже на Даниел
- Eма Сьоберг – Петра
- Бернард Фарси – комисар Жерар Жибер
- Жан-Кристоф Буве – генерал Eдмон Бертино
- Фредерик Тирмон – Mме Бертино
- Цую Шимизу – Юли
- Едуар Moнтуте – Aлен Tресор
- Kо Сузуки – Kaтaнo
- Йоши Oида – Юки Цумото
- Жан-Луи Шлесер – себе си

## Продукция

### Развитие
Продукцията започва веднага след огромния успех на първия филм в кината, но този път Бесон иска да увеличи дела си от разделянето с продуцентската компания ARP до 70/30 от 50/50. Ръководителят на ARP и приятелят на Бесон, Петен, скърца със зъби, тъй като той е носил първия проект, но се съгласява. Режисьорът на първия филм Жерар Пире е заменен от Жерар Kравчик, който противниците казват, че е по-контролируем, но който отговаря, заявявайки, че е направил това, което иска, без да е необходимо да зачита сценариите, поставени от Бесон.

### Смърт на оператора
В понеделник, 16 август 1999 г., само две седмици след началото на снимките, Boulevard de l'Amiral-Bruix е затворен за движение по дължината между Porte Dauphine и Porte Maillot. Пежо 406 трябва да излезе бързо от тунела, да се насочи към трамплина, да прескочи два резервоара AMX-30 и да се приземи върху легло от кутии и матраци. След неуспешен първи опит, координаторът на каскадите Реми Жулиен с 35-годишен опит и кредит от 4000 филма, включително шест филма за Джеймс Бонд, решава да увеличи малко наклона на трамплина и също така да увеличи скоростта на движение на колата. При второто дублиране таксито излита по-бързо и по-високо, кацайки няколко метра по-далеч от очакваното, удряйки 41-годишния оператор Ален Дютартре, неговия асистент и трети човек. Дютартре почива няколко часа по-късно в болницата. Асистентът е със счупени два крака. По това време Бесон е в Лос Анджелис и веднага се свързват с него. Той отлита за снимачната площадка, където детективите вече разследват случая. Снимките трябва да продължат, но се случват в мрачно настроение.
През юни 2002 г. Люк Бесон е призован в съда. Властите твърдят, че безопасността е компрометирана в опит да се намалят разходите. Координаторът на каскадите Реми Жулиен получава една година условна присъда и глоба от 13 000 евро. Люк Бесон, Грене и режисьорът Жерар Кравчик първоначално са освободени от обвинения. Но Парижкият апелативен съд отменя решението през юни 2009 г. и EuropaCorp е осъдена за непредумишлено убийство и осъдена да плати 100 000 евро. Присъдата на Жулиен затвор е намалена на шест месеца, а глобата му е намалена от 13 000 евро на 2000 евро, но той трябва да плати на семейство Дютартър 50 000 евро съдебни разноски.

## Прием

### Бокс офис
Откривайки се на 830 екрана на 29 март 2000 г., филмът поставя рекорд за първи ден и седмица във Франция. Той има 759 512 допускания в деня на откриването, надминавайки рекорда, поставен от Астерикс и Обеликс срещу Цезар, и над 3 милиона допускания за седмицата, надминавайки рекорда, поставен от Посетителите II: Коридорите на времето. След това има 10,3 милиона приема във Франция (най-високият брой за годината) и 5 милиона в 37 други страни по света. Освен това има добри телевизионни рейтинги с 10 милиона зрители на TF1.

### Критика
Нийл Смит, който рецензира филма за BBC, му дава две звезди от пет и пише, че това е „виртуален репрайс на френския боксофис разгром от 1998 г.“ и въпреки че „има много малко достойнства в този нахакан екшън, то поне доставя необходимото количество високооктанова тръпка.“

## Видеоигри
Taкси 2 – базирана на филма Taкси 2. Публикувана от Ubisoft и пусната във Франция през 2000 г. за PC, Dreamcast (и двете версии, разработени от Blue Sphere Games), PlayStation (разработена от DC Studios) и Game Boy Color (разработена от Visual Impact).

## Дублажи

### Диема Вижън
| Озвучаващи артисти | Даниела Йорданова Георги Георгиев-Гого Светозар Кокаланов Борис Чернев |
| Преводач           | Илияна Йорданова                                                       |
| Тонрежисьор        | Димитър Кръстев                                                        |

### БТВ(Медиа Линк)
| Озвучаващи артисти  | Даниела Йорданова Мими Йорданова Георги Стоянов Светломир Радев Иван Танев |
| Преводач            | Гергана Дойнова                                                            |
| Тонрежисьор         | Емил Енев                                                                  |
| Режисьор на дублажа | Милена Манчева                                                             |

## Филми от поредицата за „Такси“
Поредицата „Такси“ включва 6 филма:
- Такси (1998)
- Такси 2 (2000)
- Такси 3 (2003)
- Такси в Ню Йорк (2004)
- Такси 4 (2007)
- Такси 5 (2018)